# 孫易伸
孫易伸（2000年3月26日—），為一名台灣棒球選手，阿美族人，高中就讀於新北市私立穀保高級家事商業職業學校，大學畢業於中國文化大學，目前效力於中華職棒台鋼雄鷹。
弟弟為日本職棒北海道日本火腿鬥士隊投手孫易磊。

## 外部連結
- 孫易伸在台灣棒球維基館上的頁面（繁體中文）
- 孫易伸在中華職棒